# Циркова музика
Циркова музика (також відома як карнавальна музика) — це будь-яка музика, яка відтворюється у супроводі цирку, а також музика, написана таким чином, що наслідує його загальний стиль. Популярна музика також часто використовується для циркової групи, а також вальси, фокстроти та інші танці.

## Історія
Хоча цирки існували ще з часів давніх римлян, циркова музика спочатку починалася як виступ скрипаля чи флейтиста. Лише у ХХ столітті циркову музику виконували великі групи . Першим сучасним режисером і артистом цирку був Філіп Естлі (1742–1814), ветеран Семирічної війни та досвідчений кіннотник. З його навичками верхової їзди та додаванням жонглерів, акробатів та клоунів, Естлі відкрив перший паризький цирк у 1782 році. Першим відомим композитором циркової музики був Чарльз Дібдін (1745–1814). Він був партнером  Естлі, а також фінансував театр, який використовувався для королівського цирку. У свій час Дібдін був дуже відомим композитором і написав сотні творів, перш ніж вирішив приєднатися до Естлі, щоб працювати в цирку. Він написав усі твори, що використовувались у цирку, переважно інтермецо або комедійні твори. Ансамбль із приблизно шістдесяти дітей був використаний як співаки та танцюристи для виконання багатьох творів, які він написав для цирку, таких як «Грації», «Кумп і Кадден» та «Пандора», що, мабуть, був найвідомішим твором  в цирку, оскільки спочатку він використовувався в популярній ляльковій виставі, яка висміювала сучасних діячів того часу.

## Склад і використання

Ксилофон-соло в «Сувенірі де Цирк Ренц» Густава Пітера

Найбільш поширеним типом циркової музики є цирковий марш, або крикун. Він характеризується темпом швидкого вогню - зазвичай близько 200 ударів на хвилину - та мелодіями, що містять ефектні риси, такі як стрибки, пробіжки та фанфари. Цирковим музикантам важко грати через його швидкий темп.Марші служили багатьом цілям протягом циркової програми Їх часто використовували для парадних входів і виходів, увертюр та фіналів, актів з участю диких тварин або інших актів типу сміливців. Циркові марші поділяються на «штами»:
- Експозиція — перший розділ, що містить два штами, часто з попереднім введенням
- Тріо — друга секція; він може складатися з двох різних мелодій, що повторюються, або однієї довгої мелодії, яка повторюється
- Перерві напруження, або «собачий бій» — часто слідкуйте за тріо і повертайте частину експозиційної мелодії.[6]

Галоп — ще одна популярна форма циркової музики. Як і марш, його грають у швидкому, жвавому темпі і в основному використовують для сміливих дій та вистави диких тварин. Будь-який спектакль чи дія, що складалося б із швидких трюків або трюків, напевно, могло б бути виконане з галасом. Галоп, як правило, пишеться 2/4 часу і має невелику довжину, але закінчується лише тоді, коли наставник сигналізує про закінчення дії. Якби акт тривав довше, галоп можна було б продовжити, граючи да капо. Одним з найвідоміших прикладів є широко популярна Густавом Петром пам'ять про цирк Ренц, яка була опублікована в 1894 році під назвою «Souvenir de Cirque Renz». Частина була спочатку написана для ксилофону.
Циркова музика задовольняла потреби різних актів. Наприклад, швидкий, спритний акт трапеції міг би характеризуватися запаморочливим галопом або витонченим вальсом. Акт, що містить лютих диких тварин, таких як леви, мабуть, мав би марш.

## Приклади
Одним із найбільш визнаних творів циркової музики є «Вхід гладіаторів» Юлія Фучика (1872–1916). Фучик написав майже 300 маршів і танців і тому його часто називають «богемським соусом». Незважаючи на те, що його найвідоміший твір зараз відомий у цирковій музиці, він не творив з наміром, щоб його твори грали в цирку. Ще одним дуже відомим твором циркової музики, який дуже впізнається, є «Фаворит Барнума і Бейлі» Карла Кінга (1892–1971). На відміну від Фучика, Кінг виріс у виконанні циркової музики, приєднавшись до знаменитого цирку Робінзона у віці 19 років як баритоніст. У той час циркова музика потребувала свого стилю, оскільки сучасна музика не відповідала більшості актів, які цирк виконував. Це призвело до його швидкого зростання популярності як композитора циркової музики для цирків скрізь. Крім того, «Sobre las Olas», або «Над хвилями», — це популярний вальс, який використовується під час шоу трапеції. Штраус помилково вважав його вальсом, його написав мексиканський композитор Жувентіно Росас. Багато інших композиторів були добре відомі тим, що писали крикунів, серед них Фред Джуел і Генрі Філлмор. Однак однією п'єсою, яку зазвичай ніколи не грали, була «Зірки та смуги назавжди» Джона Філіпа Соузи. Натомість його застосовували в надзвичайних ситуаціях, таких як звільнення тварин, щоб допомогти працівникам дати зрозуміти, що щось не так.
У 1971 році Чарльз Беннетт-молодший та Арт Стенсвад зібрали шанувальників циркової музики та ветеранів циркового оркестру, включаючи Мерл Еванс, до товариства збереження циркової музики, відомого як Windjammers Unlimited. Група збирається двічі на рік, щоб вивчити та відтворити композиції класичних композиторів епохи циркової музики, таких як М. Л. Лейк та Карл Л. Кінг. Вони також досліджували в архівах видавничої компанії CL Barnhouse, яка була основним постачальником нотних композицій для циркових оркестрів.
Музика, яка імітує звучання цирку, часто з'являється у партитурах у фільмах, деякі присвячені цій темі, а деякі ні. Джеррі Голдсміт чудово написав тему для фільму «Гремліни» в такому стилі, який певною мірою вплинув на творців фільму.

## Інструменти
Зі зміною стилів циркової музики змінюється і інструментарій. З дев'ятнадцятим століттям прийшло введення духових оркестрів. Струнні інструменти більше не використовувались у цих «традиційних» циркових оркестрах для створення «традиційної» циркової музики, яку Мерл Еванс визначає як музику, яскравішу за тоном, ніж інша музика.
Звуки корнетів, труб, тромбонів, валторн, баритонів і туб змогли долетіти далеко і широко, сигналізуючи цілим містам про те, що цирк навколо. Барабани також додавали до циркових оркестрів, і хоча саксофони суперечливі, їх часто також використовували. Калліопа (інструмент), створений Джошуа С. Стоддардом в 1856 році, також використовувався цирком. Він не є частиною циркового оркестру, його іноді називають «цирковим фортепіано» і грає як фортепіано, але працює від парового котла. Його звук може чути до дев'яти миль.
Сучасна циркова музика різниться в інструментарії, стилі та формі; часто  використовують електричні  інструменти та синтезатори поряд з більш традиційними інструментами.